# Bo Brummerstedt Iversen
Bo Brummerstedt Iversen (født i Aarhus) er en dansk kemiker og professor i kemi på Institut for Kemi på Aarhus Universitet, der forsker i materialekemi, særligt i energimaterialer.
Han gik på Risskov Gymnasium. Han læste herefter kemi på Aarhus Universitet og blev bachelor i 1990 og master i 1993. Han læste herefter en ph.d. som blev færdig i 1995.
I 2002 blev han dr.scient. fra Aarhus Universitet og dr.techn. fra DTU i 2010. Han har været ansat på Aarhus Universitet i hele sin karriere, og blev udnævnt til professor i 2004.

## Hæder
Han har været medlem af Videnskabernes Selskab og Danmarks Naturvidenskabelige Akademi siden 2010, og Akademiet for de Tekniske Videnskaber siden 2011.
I 2010 modtog han EliteForsk-prisen, der uddeles årligt af Uddannelses- og Forskningsministeriet til forskere under 45 år.
I 2014 modtog han Grundfosprisen.
I 2017 modtog han Dronning Margrethe ll’s Videnskabspris